# معروف الكرخي
معروف بن فيروز الكرخي أحد الرموز الكبار في بغداد ، يكنى أبو محفوظ ، واشتهر بزهده وورعه وتقواه ، وكان كثير العطاء والتسامح ، وروى الناس عنه كرامات عدة. وقد أفرد ابن الجوزي قسطًا وافرًا في الحديث عن كرامات الكرخي ، في كتابه الشهير « صفة الصفوة ».

## أصله
وهو من أصل نبطي بابلي، عراقي قديم، وهو ما أثبتته عدد من الدراسات الأكاديمية التاريخية، حيث ثبتت عروبته وإنه من أصل عربي عند المؤرخين العرب مثل مصطفى جواد، وناجي معروف وغيرهم، ولقد أثبت الإستاذ ناجي معروف عروبته وانتماءه إلى أصل عربي بسند تاريخي.

## إسلامه
وُلد الكرخي مسيحيًا، لكنه تحوّل إلى الإسلام في صباه، وتسبب في إدخال والديه إلى هذا الدين. حيث أن أبواه أسلماه إلى مؤدبهم، وهو صبي. وكان المؤدب يقول له قل: «ثالث ثلاثة»، فيقول معروف: «بل هو الواحد الصمد»، فضربه على ذلك ضربًا مبرحًا، فهرب منه. فكان أبواه يقولان: «ليته يرجع إلينا، على أي دين كان، فنوافقه إليه»، فرجع إليهما بعد سنين كثيرة، فدق الباب، فقيل: «من؟»، قال: «معروف»، فقالا: «على أي دين؟»، قال: «دين الإسلام»؛ فأسلم أبواه.
وقد دخل الإسلام عن طريق علي بن موسى الرضا، وظل قائمًا على بابه، فبات بذلك قريبًا من الشيعة، ثم تحوّل إلى باب أحمد بن حنبل، فصار قريبًا من السنّة.

## مناقبه
ومن الوقائع التي تدلّ على تسامحه، وسعة أفقه، أنه نزل يوما إلى دجلة يتوضأ ووضع مصحفه وملحفة فجاءت امرأة فأخذتهما، فتبعها، قال: "أنا معروف لا بأس عليك، ألك ولد يقرأ القرآن؟"، قالت: "لا"، قال: "فزوج"، قالت: "لا"، قال: "فهات المصحف، وخذي الملحفة". وكان قاعدًا على دجلة ببغداد إذ مر به أحداث في زورق، يضربون الملاهي ويشربون؛ فقال له أصحابه: ما ترى هؤلاء -في هذا الماء- يعصون! أدع الله عليهم"، فرفع يديه إلى السماء قال: "إلهي وسيدي، كما فرحتهم في الدنيا أسألك أن تفرحهم في الآخرة" فقال له أصحابه: "إنما قلنا لك: ادع عليهم"، فقال: "إذا فرحهم في الآخرة تاب عليهم في الدنيا، ولم يضركم شيء".
ولما اعترض أحد مريدي الشيخ معروف على أسفه لعدم تمكنه من الصلاة على جنازة الإمام أبي يوسف بقوله: «أنت تأسف على رجل من أصحاب السُّلطان يلي القضاء، ويرغب في الدنيا إن لم تحضر جنازته؟» أجابه بالقول: «رأيت البارحة كأني دخلت الجنة، فرأيت قصرًا قد فرشت مجالسه، وأرخيت ستوره، وقام ولدانه، فقلت لمن هذا القصر؟» فقالوا: «ليعقوب بن إبراهيم الأنصاري أبي يوسف»، فقلت: «سبحان الله بم استحق هذا من الله؟» فقالوا: «بتعليمه الناس العلم، وصبره على أذاهم».

## من أقواله
- «الدنيا أربعة أشياء: المال، والكلام، والمنام، والطعام. فالمال يطغي، والكلام يلهي، والمنام ينسي، والطعام يسقي»
- «ما أكثر الصالحين، وأقل الصادقين في الصالحين»[3]
- «إذا أراد الله بعبدٍ خيراً فتح عليه باب العملِ، وأغلق عنه باب الجَدل. وإذا أراد الله بعبدٍ شراً، أغلق عنه باب العملِ، وفَتح عليهِ باب الجَدلِ»[3]
- «توكل على الله عز وجل حتى يكون هو معلمك وموضع شكواك ، فإن الناس لا ينفعونك»[4]
- «غضوا أبصار كم، ولو عن شاة أنثى»[3]
- «السخاء إيثار ما يحتا ج إليه، عند الإعسار»
- «قيام الليل نور للمؤمن يوم القيامة يسعى بين يديه ومن خلفه وصيام النهار يبعد العبد من حر السعير»
- «ينادي مناد يوم القيامة يا مادح الله قم فلا يقوم إلا من كان يكثر قراءة (قل هو الله أحد)»
- وقال حين سئل: «ما علامُة الأولياء؟» فقال: «ثلاثٌة: همومهم للهِ، وشغُلهم فيه، وفَرارهم إليه»[5]
- قال معروف: «قال لي بعض أصحاب داود الطائي: إياك أن تترك العمل، فإن ذلك الذي يقرّبك إلى رضا مولاك.» فقلت: «وما ذلك العمل ؟» فقال: «دوام طاعة ربك، وخدمة المسلمين، والنصيحة لهم»

## وفاته
توفي معروف في بغداد سنة 200 هـ الموافق 815 م ودفن فيها، في مقبرة الشونيزية والمعروفة باسم مقبرة باب الدير العتيقة على جانب الكرخ من مدينة بغداد، وسميت فيما بعد مقبرة الشيخ معروف.